# Rhynchina barbarae
Rhynchina barbarae är en fjärilsart som beskrevs av Martin Lödl. Rhynchina barbarae ingår i släktet Rhynchina och familjen nattflyn. Inga underarter finns listade.